# Guatemala ai Giochi della XXXII Olimpiade
Il Guatemala ha partecipato ai Giochi della XXXII Olimpiade, che si sono svolti a Tokyo, Giappone, dal 23 luglio all'8 agosto 2021 (inizialmente previsti dal 24 luglio al 9 agosto 2020 ma posticipati per la pandemia di COVID-19) con 24 atleti, 14 uomini e 10 donne.

## Delegazione
| Sport              | Uomini | Donne | Totale |
| ------------------ | ------ | ----- | ------ |
| Atletica leggera   | 7      | 2     | 9      |
| Badminton          | 1      | 1     | 2      |
| Canottaggio        | -      | 2     | 2      |
| Ciclismo           | 1      | -     | 1      |
| Judo               | 1      | -     | 1      |
| Nuoto              | 1      | 1     | 2      |
| Pentathlon moderno | 1      | -     | 1      |
| Sollevamento pesi  | -      | 1     | 1      |
| Tiro               | 1      | 2     | 3      |
| Vela               | 1      | 1     | 2      |
| Totale             | 14     | 10    | 24     |

## Risultati

### Atletica leggera
Uomini
Eventi su pista e strada
| Atleta                  | Evento       | Batteria  | Batteria  | Semifinale | Semifinale | Finale    | Finale    |
| Atleta                  | Evento       | Risultato | Posizione | Risultato  | Posizione  | Risultato | Posizione |
| ----------------------- | ------------ | --------- | --------- | ---------- | ---------- | --------- | --------- |
| Luis Grijalva           | 5000 m       | 13'34"11  | 10º q     | N.D.       | N.D.       | 13'10"09  | 12º       |
| José Alejandro Barrondo | Marcia 20 km | N.D.      | N.D.      | N.D.       | N.D.       | 1h26'55"  | 30º       |
| José Oswaldo Calel      | Marcia 20 km | N.D.      | N.D.      | N.D.       | N.D.       | DSQ       | DSQ       |
| José Eduardo Ortiz      | Marcia 20 km | N.D.      | N.D.      | N.D.       | N.D.       | 1h28'57"  | 40º       |
| Bernardo Barrondo       | Marcia 50 km | N.D.      | N.D.      | N.D.       | N.D.       | 4h08'34"  | 34º       |
| Erick Barrondo          | Marcia 50 km | N.D.      | N.D.      | N.D.       | N.D.       | DSQ       | DSQ       |
| Luis Ángel Sánchez      | Marcia 50 km | N.D.      | N.D.      | N.D.       | N.D.       | DNF       | DNF       |

Donne
Eventi su pista e strada
| Atleta        | Evento       | Batteria  | Batteria  | Semifinale | Semifinale | Finale    | Finale    |
| Atleta        | Evento       | Risultato | Posizione | Risultato  | Posizione  | Risultato | Posizione |
| ------------- | ------------ | --------- | --------- | ---------- | ---------- | --------- | --------- |
| Mayra Herrera | Marcia 20 km | N.D.      | N.D.      | N.D.       | N.D.       | 1h44'30"  | 50ª       |
| Mirna Ortiz   | Marcia 20 km | N.D.      | N.D.      | N.D.       | N.D.       | 1h40'23"  | 44ª       |

### Canottaggio
| FA   | Qualificato in finale A (per le medaglie)     |
| FB   | Qualificato in finale B (non per le medaglie) |
| FC   | Qualificato in finale C (non per le medaglie) |
| FD   | Qualificato in finale D (non per le medaglie) |
| FE   | Qualificato in finale E (non per le medaglie) |
| FF   | Qualificato in finale F (non per le medaglie) |
| SA/B | Semifinali A/B                                |
| SC/D | Semifinali C/D                                |
| SE/F | Semifinali E/F                                |
| QF   | Qualificato ai quarti di finale               |
| R    | Ripescaggio                                   |

| Atleta                         | Evento                               | Batteria | Batteria | Ripescaggio | Ripescaggio | Quarti | Quarti | Semifinale | Semifinale | Finale  | Finale |
| Atleta                         | Evento                               | Tempo    | Pos.     | Tempo       | Pos.        | Tempo  | Pos.   | Tempo      | Pos.       | Tempo   | Pos.   |
| ------------------------------ | ------------------------------------ | -------- | -------- | ----------- | ----------- | ------ | ------ | ---------- | ---------- | ------- | ------ |
| Yulisa Lopez Jannieffer Zuniga | Due di coppia pesi leggeri femminile | 7'55"35  | 6ª R     | 8'13"27     | 6ª FC       | N.D.   | N.D.   | Bye        | Bye        | 7'27"51 | 18ª    |

### Ciclismo

#### Ciclismo su strada
| Atleta       | Evento                  | Tempo | Posizione |
| ------------ | ----------------------- | ----- | --------- |
| Manuel Rodas | Corsa in linea maschile | DNF   | DNF       |

### Judo
| Atleta     | Evento         | Preliminari          | 16-esimi             | Ottavi               | Quarti               | Semifinali           | Ripescaggio          | Finale               | Pos.            |
| Atleta     | Evento         | Avversario Punteggio | Avversario Punteggio | Avversario Punteggio | Avversario Punteggio | Avversario Punteggio | Avversario Punteggio | Avversario Punteggio | Pos.            |
| ---------- | -------------- | -------------------- | -------------------- | -------------------- | -------------------- | -------------------- | -------------------- | -------------------- | --------------- |
| José Ramos | 60 kg maschile | Bye                  | Lesiuk V 00–10       | Non qualificato      | Non qualificato      | Non qualificato      | Non qualificato      | Non qualificato      | Non qualificato |

### Pentathlon moderno
| Atleta            | Evento        | Scherma   | Scherma | Scherma | Nuoto   | Nuoto | Nuoto | Equitazione | Equitazione | Equitazione | Combinato (corsa e pistola) | Combinato (corsa e pistola) | Combinato (corsa e pistola) | Totale | Posizione finale |
| Atleta            | Evento        | Risultati | Pos.    | Punti   | Tempo   | Pos.  | Punti | Penalità    | Pos.        | Punti       | Tempo                       | Pos.                        | Punti                       | Totale | Posizione finale |
| ----------------- | ------------- | --------- | ------- | ------- | ------- | ----- | ----- | ----------- | ----------- | ----------- | --------------------------- | --------------------------- | --------------------------- | ------ | ---------------- |
| Charles Fernandez | Gara maschile | 13+1      | 29º     | 179     | 1'58"16 | 8º    | 314   | 81,00       | 32º         | 219         | 11'06"56                    | 10º                         | 634                         | 1346   | 27º              |

### Sollevamento pesi
| Atleta         | Evento           | Strappo   | Strappo    | Slancio   | Slancio    | Totale | Classifica |
| Atleta         | Evento           | Risultato | Classifica | Risultato | Classifica | Totale | Classifica |
| -------------- | ---------------- | --------- | ---------- | --------- | ---------- | ------ | ---------- |
| Scarleth Ucelo | +87 kg femminile | 87        | 12ª        | 116       | 13ª        | 203    | 13ª        |

### Tiro a segno/volo
| Atleta           | Evento         | Qualificazione | Qualificazione | Finale          | Finale          |
| Atleta           | Evento         | Punteggio      | Classifica     | Punteggio       | Classifica      |
| ---------------- | -------------- | -------------- | -------------- | --------------- | --------------- |
| Juan Schaeffer   | Skeet maschile | 107            | 30º            | Non qualificato | Non qualificato |
| Adriana Ruano    | Trap femminile | 110            | 26ª            | Non qualificata | Non qualificata |
| Ana Waleska Soto | Trap femminile | 113            | 23ª            | Non qualificata | Non qualificata |

### Vela
| Atleta                 | Evento                 | Regata | Regata | Regata | Regata | Regata | Regata | Regata | Regata | Regata | Regata | Regata | Regata | Regata | Punteggio Totale | Punteggio Netto | Classifica |
| Atleta                 | Evento                 | 1      | 2      | 3      | 4      | 5      | 6      | 7      | 8      | 9      | 10     | 11     | 12     | M      | Punteggio Totale | Punteggio Netto | Classifica |
| ---------------------- | ---------------------- | ------ | ------ | ------ | ------ | ------ | ------ | ------ | ------ | ------ | ------ | ------ | ------ | ------ | ---------------- | --------------- | ---------- |
| Juan Ignacio Maegli    | Laser maschile         | 6      | 24     | 25     | 24     | 10     | 23     | 18     | 19     | 20     | 5      | N.D.   | N.D.   | EL     | 174              | 149             | 19º        |
| Isabella Maegli Aguero | Laser Radial femminile | 26     | 29     | 32     | 9      | 34     | 40     | 31     | 34     | 5      | 18     | N.D.   | N.D.   | EL     | 258              | 218             | 29ª        |